# 猫ちぐら (スピッツの曲)
「猫ちぐら」（ねこちぐら）は、日本のロックバンド・スピッツの楽曲。2020年6月26日にユニバーサルJより配信限定シングルとして発売された。

## 解説
前作『優しいあの子』より約1年ぶり、配信限定シングルとしては『雪風』より約5年ぶりのリリースとなった。
ジャケットはイラストレーターの長崎訓子が描き下ろした。
この後にリリースされるオリジナル・アルバム『ひみつスタジオ』には収録が見送られた。リミックス、リカットを除いてシングル曲がオリジナル・アルバムに収録されなかったのは『夢追い虫』以来22年ぶりとなる。

## 収録曲
1. 猫ちぐら (2:59)
  - 作詞・作曲 : 草野正宗

発売前に草野マサムネがパーソナリティを務めるラジオ番組『SPITZ 草野マサムネのロック大陸漫遊記』（6月14日放送回）で初公開された[5]。
翌週の放送にて、「ステイホームの間にメンバーが一度も顔を合わせずに、新曲のデモ音源をデータでメンバーに渡して、各自自宅で練習してもらって、個別に音を重ねてできた曲」と語った[5]。
スピッツ自身によるセルフプロデュース楽曲。セルフプロデュースによるシングル曲は2000年リリースの「メモリーズ」以来となる。

## 参加ミュージシャン
- 草野マサムネ - Vocals, Guitar
- 三輪テツヤ - Guitar
- 田村明浩 - Bass
- 﨑山龍男 - Drums